# جورج إل. والتون
جورج إل. والتون (بالإنجليزية: George L. Walton)‏ هو سياسي أمريكي، ولد في 1850، وتوفي في 1941. حزبياً، نشط في الحزب الجمهوري والحزب الديمقراطي. وقد انتخب نائب حاكم لويزيانا ‏ (24 ديسمبر 1881 – 1884).